# Věda a věda o vědě
Věda a věda o vědě (anglicky Science and Science of Science, ukrajinsky Наука та наукознавство, rusky Наука и науковедение) je mezinárodní časopis, který od roku 1993 vydává Centrum pro výzkum vědeckého a technického potenciálu a historie vědy na počest G.M.Dobrov Národní akademie věd Ukrajiny.  
Časopis byl vytvořen na základě republikového vědeckého bulletinu Věda o vědě a informatika («Науказнавство та інформатика»). Tato sbírka byla vydávána v letech 1970–1992.
Redakční rada se skládá ze specialistů z Ukrajiny, Ruska, Velké Británie, Číny, Spojených států a Maďarska. 
Články mohou být publikovány ve třech jazycích: ukrajinsky, rusky a anglicky.
Účelem časopisu je studium rozvoje vědy a vědy o vědě v historických, moderních a perspektivních aspektech; studie o dopadu vědy na ekonomiku, kulturu, vzdělání a jiné oblasti života; analýza sociálních, ekologických, vojenských a jiných aspektů vědeckého výzkumu; vývoj problémů veřejné politiky v oblasti vědy, techniky a inovací; zahájení diskuse o postavení vědy a její schopnosti řešení skutečných problémů.
Časopis se orientuje na různé skupiny čtenářů, jako na vědci věd (organizátoři vědy, filozofové, historikové vědy), a na široké spektrum čtenářů. 
Archiv časopisu